# Coccothrinax
Coccothrinax ist eine Pflanzengattung innerhalb der Familie der Palmengewächse (Arecaceae). Die etwa 61 Arten kommen in Florida und von Mexiko bis Zentralamerika sowie auf den karibischen Inseln und im nördlichen Südamerika vor.

## Beschreibung

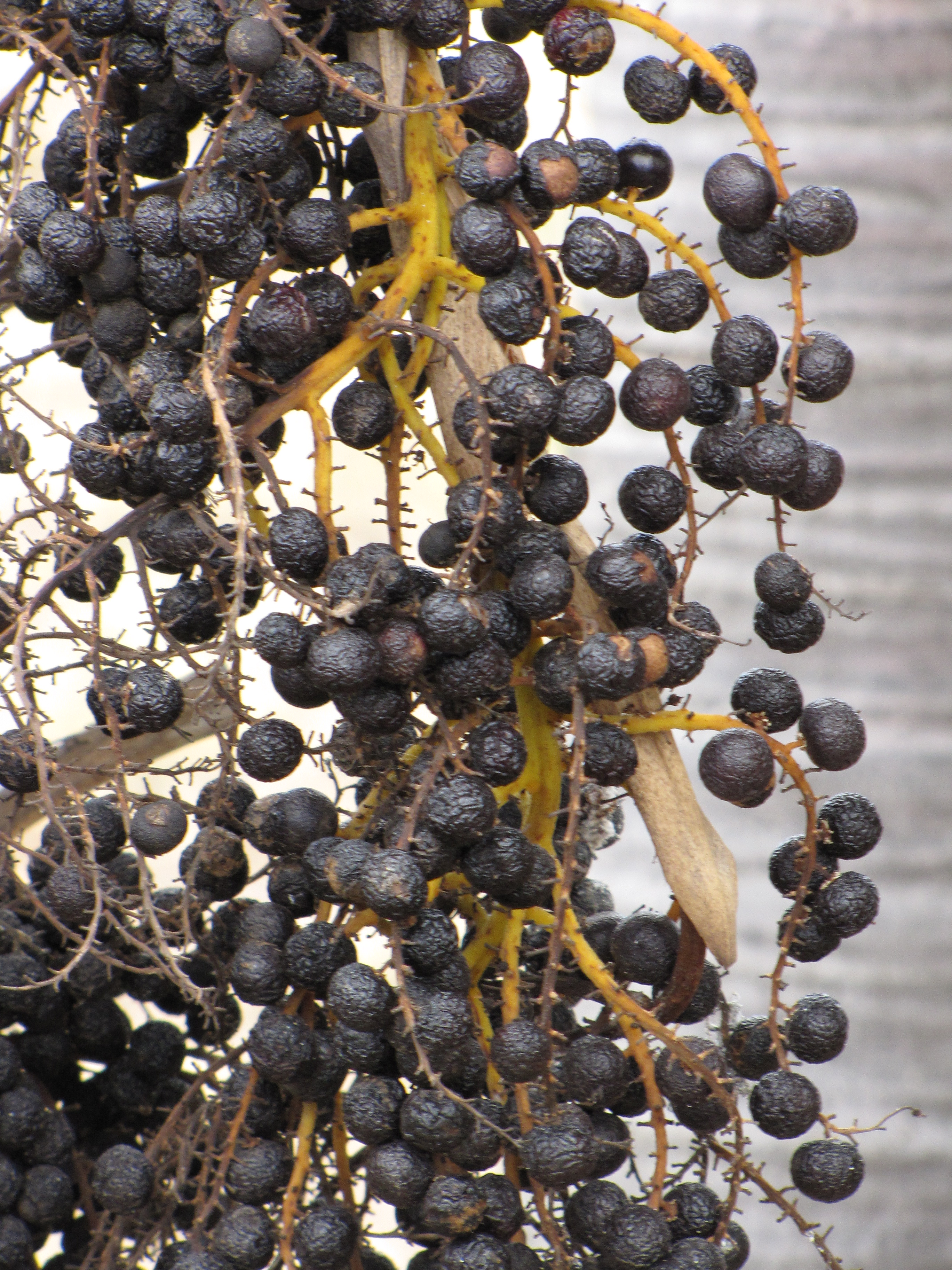
Fruchtstand von Coccothrinax barbadensis

### Vegetative Merkmale
Die Arten der Gattung Coccothrinax sind kleine bis mittelgroße, einzel- oder mehrstämmige, zwittrige Fächerpalmen. Der Stamm ist schlank und zunächst mit den faserigen Blattscheiden bedeckt, später von einem faserigen Netzwerk oder mit langen schlanken Fasern oder Stacheln. Die Blätter sind fächerförmig, aufsteigend bis abstehend und induplicat (V-förmig) gefaltet.

### Generative Merkmale
Der Blütenstandsschaft ist kurz und schlank, an ihm stehen ein Vorblatt und mehrere Hochblätter. Der Blütenstand ist kürzer als die Blätter, schlank und zweifach verzweigt. Die Blüten stehen einzeln.
Die Blüten sind dreizählig. Die Blütenhülle ist einheitlich und sechszähnig. Das Gynoeceum besteht aus einem Fruchtblatt mit einer einzelnen Samenanlage. Es gibt meist 9 (selten 6 bis 13) Staubblätter.
Die Frucht ist braun, pink, rot oder schwarz, nur selten weiß. Das Exokarp ist glatt oder rau, das Mesokarp ist dünn oder etwas fleischig mit Fasern im inneren Bereich. Das Endokarp ist häutig. Der Samen ist tief gefurcht, aber nicht zweilappig.
Die Chromosomenzahl beträgt 2n = 36.

## Vorkommen
Coccothrinax kommt in Florida und von Mexiko bis Zentralamerika sowie auch karibischen Inseln und Kolumbien und Venezuela vor. Der Verbreitungsschwerpunkt liegt dabei auf den Westindischen Inseln. Die höchste Diversität erreicht sie auf Kuba mit etwa 37 Arten. Auf dem Festand gibt es Vorkommen in Florida, Mexiko, Belize, Kolumbien und Venezuela.
Die Gattung findet sich vorwiegend an offenen, trockenen Standorten, in der Regel auf Kalkstein, Serpentin oder Sandstein.

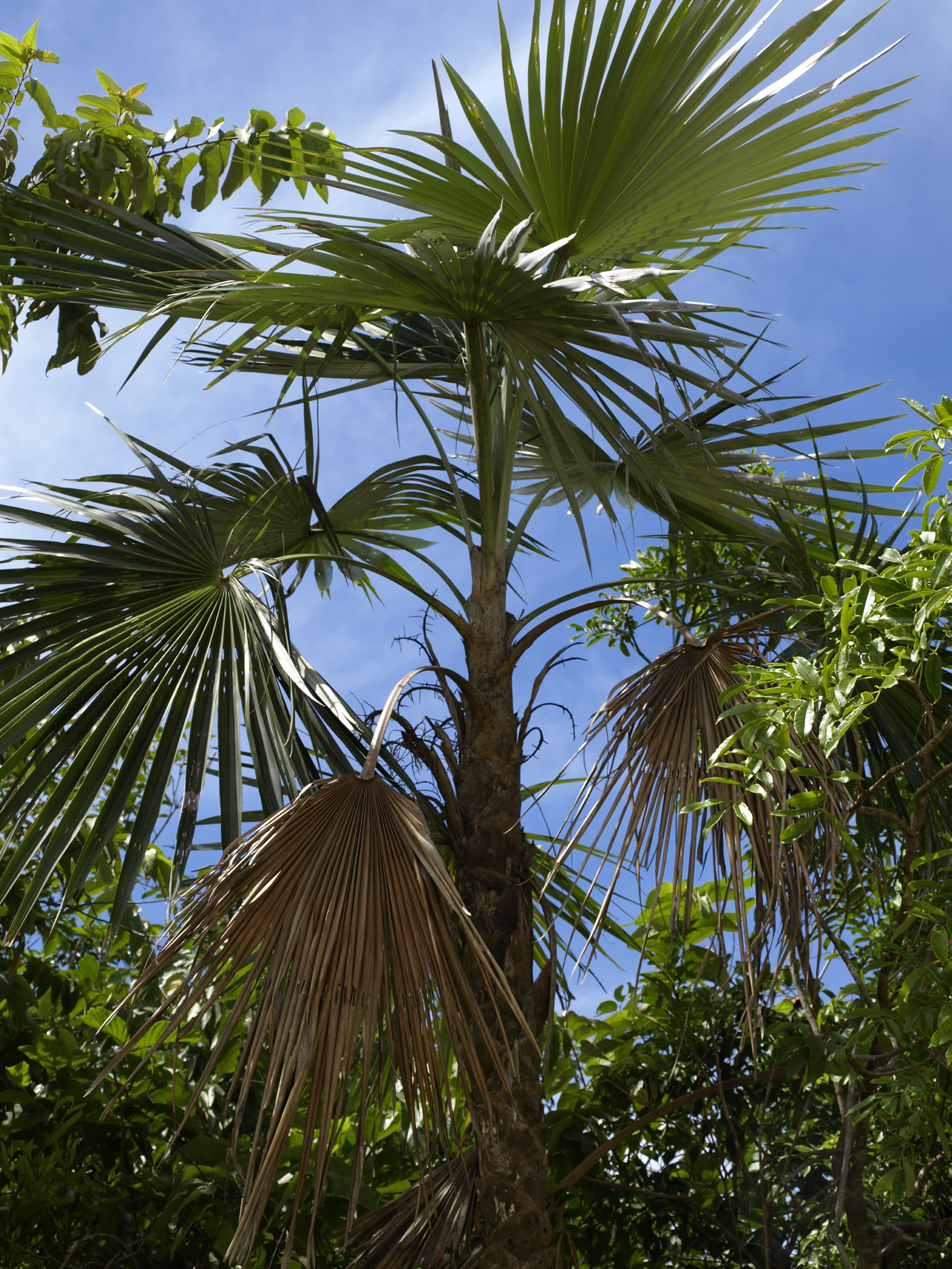
Coccothrinax argentea

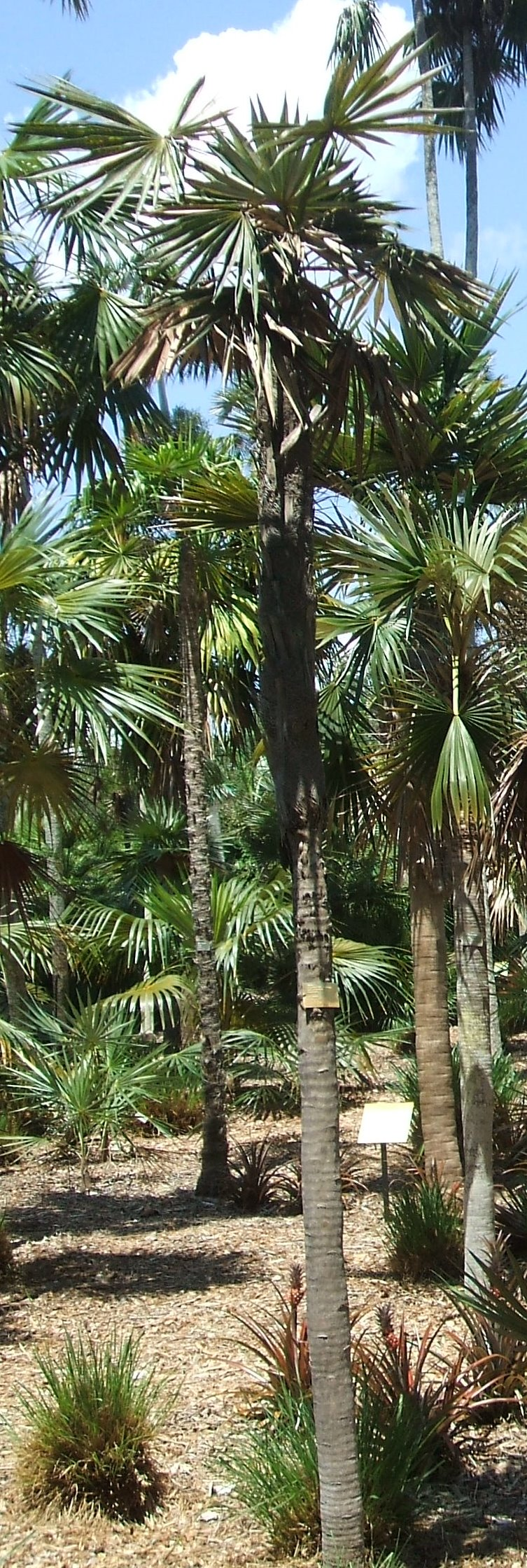
Coccothrinax miraguama

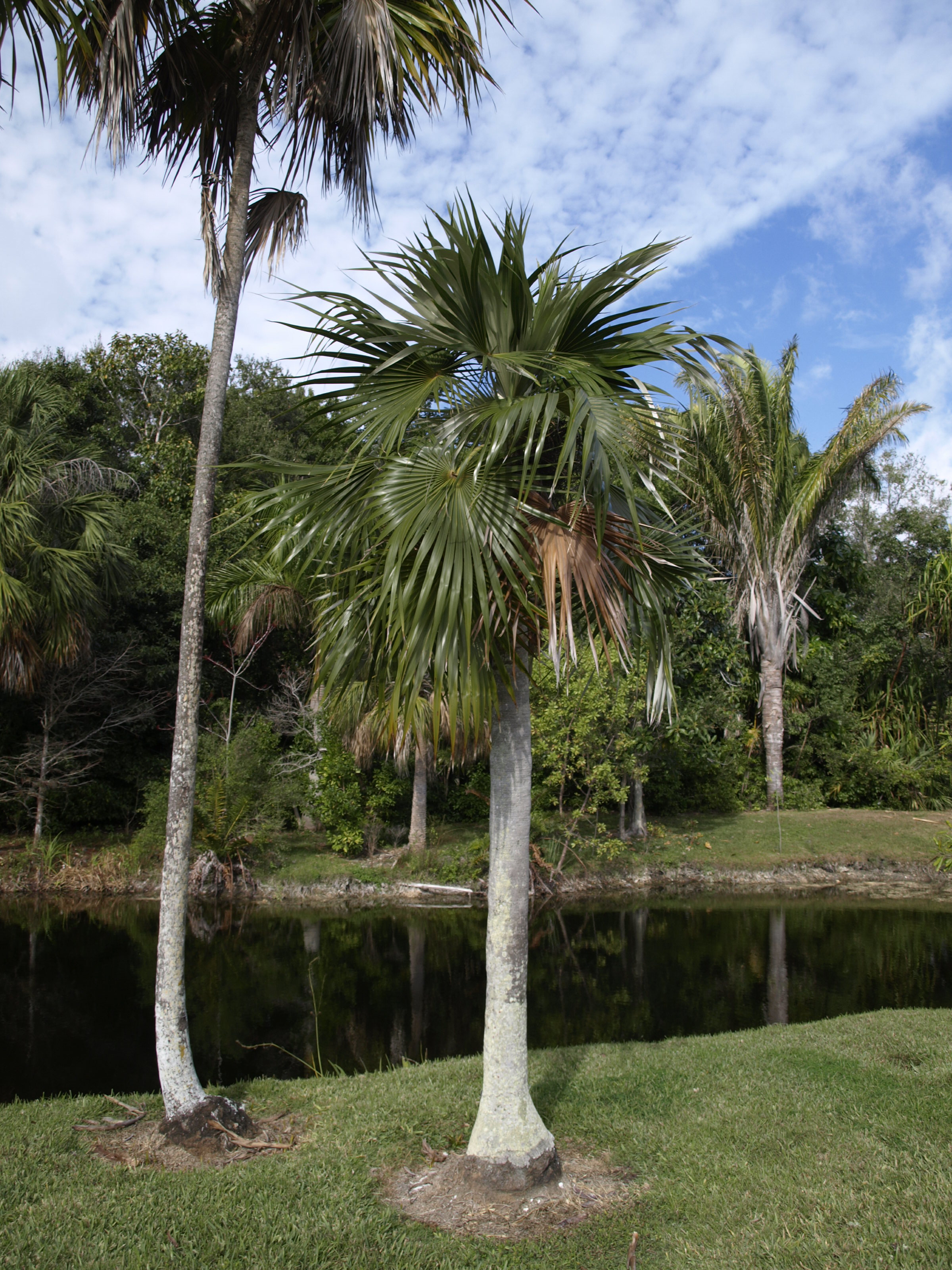
Coccothrinax readii

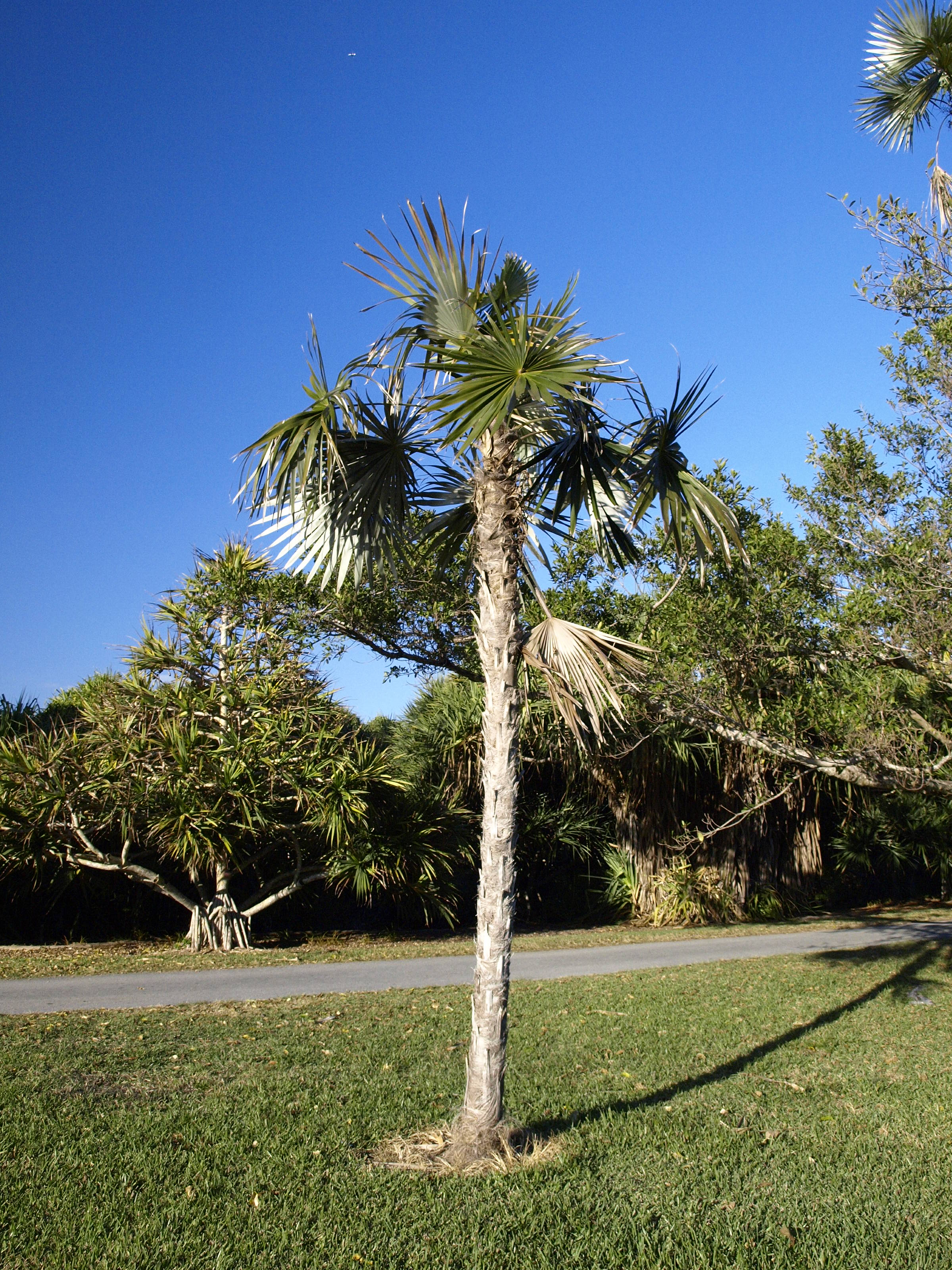
Coccothrinax salvatoris

## Systematik und Verbreitung
Die Gattung Coccothrinax wurde 1899 durch Charles Sprague Sargent in Botanical Gazette; Paper of Botanical Notes, Band 27, Teil 2, Seite 87 aufgestellt. Der Gattungsname Coccothrinax wird vom Erstautor erklärt, er leitet sich von coccus = „Beere“ und dem Gattungsnamen Thrinax ab.
Die Gattung Coccothrinax ist monophyletisch. Die Gattung Coccothrinax Sarg. gehört zur Tribus Cryosophileae in der Unterfamilie Coryphoideae innerhalb der Familie Arecaceae.
Es gibt seit 2023 etwa 61 Arten:
- Coccothrinax acuminata Becc.: Dieser Endemit kommt nur im westlichen Kuba vor.
- Coccothrinax acunana León: Dieser Endemit kommt nur am Pico Turquino im östlichen Kuba vor.
- Coccothrinax alexandri León: Die zwei Unterarten kommen nur im östlichen Kuba vor.
- Coccothrinax alta (O.F.Cook) Becc.: Sie kommt von Puerto Rico bis zu den Jungferninseln vor.
- Coccothrinax argentata (Jacq.) L.H.Bailey: Sie kommt vom südlichen Florida und den Bahamas und Turks- und Caicosinseln bis zum südöstlichen Mexiko und Kolumbien vor.
- Coccothrinax argentea (Lodd. ex Schult. & Schult. f.) Sarg. ex Becc. (Cana-Palme): Dieser Endemit kommt nur auf Hispaniola vor.
- Coccothrinax baracoensis Borhidi & O.Muñiz: Dieser Endemit kommt nur im südöstlichen Kuba vor.
- Coccothrinax barbadensis (Lodd. ex Mart.) Becc.: Sie kommt von den Kleinen Antillen bis Venezuela vor.
- Coccothrinax bermudezii León: Dieser Endemit kommt nur im südöstlichen Kuba vor.
- Coccothrinax bonettiana A.J.Hend., Elad.Fernández & C.D.Bacon: Sie wurde 2023 aus der Dominikanischen Republik erstbeschrieben.[1]
- Coccothrinax borhidiana O.Muñiz: Dieser Endemit kommt nur in der Provinz Matanzas im nördlichen Kuba vor.
- Coccothrinax boschiana M.M.Mejía & R.García: Dieser Endemit kommt nur in der Dominikanischen Republik vor.
- Coccothrinax camagueyana Borhidi & O.Muñiz: Sie kommt nur auf Kuba vor.
- Coccothrinax clarensis León: Die zwei Unterarten kommen nur im östlichen Kuba vor.
- Coccothrinax concolor Burret: Dieser Endemit kommt nur in Haiti vor.
- Coccothrinax crinita (Griseb. & H.Wendl. ex C.H.Wright) Becc.: Die zwei Unterarten kommen nur auf Kuba vor.
- Coccothrinax cupularis (León) O.Muñiz & Borhidi: Dieser Endemit kommt nur im südlichen Kuba vor.
- Coccothrinax ekmanii Burret: Dieser Endemit kommt nur in der Dominikanischen Republik vor.
- Coccothrinax elegans O.Muñiz & Borhidi: Sie kommt nur auf Kuba vor.
- Coccothrinax fagildei Borhidi & O.Muñiz: Sie kommt nur auf Kuba vor.
- Coccothrinax fragrans Burret: Sie kommt vom östlichen Kuba bis Hispaniola vor.
- Coccothrinax garciana León: Dieser Endemit kommt nur in der Provinz Holguín im östlichen Kuba vor.
- Coccothrinax gonaivensis A.J.Hend., Elad.Fernández & C.D.Bacon: Sie wurde 2023 aus Haiti erstbeschrieben.[1]
- Coccothrinax gracilis Burret: Dieser Endemit kommt nur auf Hispaniola vor.
- Coccothrinax guantanamensis (León) O.Muñiz & Borhidi: Dieser Endemit kommt nur im östlichen Kuba vor.
- Coccothrinax gundlachii León: Sie kommt nur im östlichen und im zentralen Kuba vor.
- Coccothrinax hioramii León: Dieser Endemit kommt nur im östlichen Kuba vor.
- Coccothrinax inaguensis Read: Sie kommt auf den Bahamas und den Turks- und Caicosinseln vor.
- Coccothrinax jamaicensis Read: Dieser Endemit kommt nur auf Jamaika vor.
- Coccothrinax jimenezii M.M.Mejía & R.G.García: Dieser Endemit kommt nur auf Hispaniola vor.[1]
- Coccothrinax landestoyi A.J.Hend., Elad.Fernández & C.D.Bacon: Sie wurde 2023 aus der Dominikanischen Republik erstbeschrieben.[1]
- Coccothrinax leonis O.Muñiz & Borhidi: Die Heimat ist Kuba.
- Coccothrinax litoralis León: Die Heimat ist Kuba.
- Coccothrinax macroglossa (León) O.Muñiz & Borhidi: Dieser Endemit kommt nur im östlichen Kuba vor.
- Coccothrinax microphylla Borhidi & O.Muñiz: Dieser Endemit kommt nur östlichen Kuba vor.
- Coccothrinax miraguama (Kunth) Becc.: Die vier Unterarten kommen nur auf Kuba vor.
- Coccothrinax moaensis (Borhidi & O.Muñiz) O.Muñiz: Dieser Endemit kommt nur im östlichen Kuba vor.
- Coccothrinax montana Burret: Dieser Endemit kommt nur auf Hispaniola vor.
- Coccothrinax montgomeryana A.J.Hend., Elad.Fernández & C.D.Bacon: Sie wurde 2023 aus der Dominikanischen Republik erstbeschrieben.[1]
- Coccothrinax munizii Borhidi: Dieser Endemit kommt nur im östlichen Kuba vor.
- Coccothrinax muricata León: Die Heimat ist Kuba.
- Coccothrinax nipensis Borhidi & O.Muñiz: Dieser Endemit kommt nur im östlichen Kuba vor.
- Coccothrinax orientalis (León) O.Muñiz & Borhidi: Dieser Endemit kommt nur im östlichen Kuba vor.
- Coccothrinax pauciramosa Burret (Syn.: Coccothrinax savannarum (León) Borhidi & O.Muñiz): Dieser Endemit kommt nur im östlichen Kuba vor.
- Coccothrinax proctorii Read: Dieser Endemit kommt nur auf den Cayman Islands vor.
- Coccothrinax pseudorigida León: Die Heimat ist das östliche und zentrale Kuba.
- Coccothrinax pumila Borhidi & J.A.Hern.: Die Heimat ist Kuba.
- Coccothrinax readii H.J.Quero: Das Verbreitungsgebiet reicht vom südöstlichen Mexiko bis zum nordöstlichen Belize.
- Coccothrinax rigida (Griseb. & H.Wendl.)Becc.: Dieser Endemit kommt nur im östlichen Kuba vor.
- Coccothrinax salvatoris León: Die zwei Unterarten kommen nur auf Kuba vor.
- Coccothrinax samanensis A.J.Hend., O.Montero & C.D.Bacon: Sie wurde 2023 aus der Dominikanischen Republik erstbeschrieben.[1]
- Coccothrinax saxicola León: Dieser Endemit kommt nur im östlichen Kuba vor.
- Coccothrinax scoparia Becc.: Dieser Endemit kommt nur auf Hispaniola vor.
- Coccothrinax spirituana Verdecia & Moya: Sie wurde 2017 aus Kuba erstbeschrieben.[1]
- Coccothrinax spissa L.H.Bailey: Dieser Endemit kommt nur auf Hispaniola vor.
- Coccothrinax torrida Morici & Verdecia: Sie wurde 2006 aus Kuba erstbeschrieben.[1]
- Coccothrinax trinitensis Borhidi & O.Muñiz: Die Heimat ist das östliche und das zentrale Kuba.
- Coccothrinax victorinii León: Dieser Endemit kommt nur im östlichen Kuba vor.
- Coccothrinax viridescens Noblick & Street: Sie wurde 2019 aus dem südlichen Florid Kuba erstbeschrieben.[1]
- Coccothrinax yunquensis Borhidi & O.Muñiz: Dieser Endemit kommt nur im südlichen Kuba vor.
- Coccothrinax yuraguana (A. Rich.) León: Dieser Endemit kommt nur im westlichen Kuba vor.